# ニッポンど真ん中!
『ニッポンど真ん中!』（ニッポンどまんなか!）は、JNN系列甲信越・北陸地区5社の共同制作番組（ブロックネット）である。

## 番組概要
開始当初は静岡放送（SBS）・信越放送（SBC）などが音頭取りとなり、甲信越・静岡地区のJNN4社が毎年数回、不定期に共同制作番組（『日本の真ん中ゼミナール』など）を単発で制作・ネットしていたが、その後北陸の2社（北陸放送とチューリップテレビ）も制作に加わることでCBCテレビ以外の中部地区全社が参加したブロック番組になった（なお、甲信越静4社の共同制作番組は『ニッポンど真ん中!』とは別に『JNN中部4局共同制作番組』として2019年現在も不定期に継続中）。2019年3月の放送を最後にこの企画については放送が行われておらず、公式の発表もないため事実上終了したとみられる。
制作を担当する各社がそのエリア内の風土や生活、流行などを中心に番組を制作し、ブロック各社がレギュラー番組枠内もしくは単発で互いにネットしあうスタイルとなっている。また、2008年からはスカパー!（旧スカイパーフェクTV!）の旅チャンネルでも不定期放送されているほか、他地域のTBS系列局が単発放送することがある。静岡放送については2012年4月以降、不定期放送へ移行し（一部放送回のみを単発で放送）、番組制作からも撤退している。

## 番組出演者
2012年度からは、1年間にわたり共通のタレントが出演する形式となっていた。
- 2012年度：杉浦太陽[2]
- 2013年度：湯原昌幸・荒木由美子[6]
- 2014年度：テツandトモ[7]
- 2015年度：スギちゃん[8]
- 2016年度：照英[9]
- 2017年度：篠原信一[10]
- 2018年度：横澤夏子[11][12]

## 制作および放送局

### 定期放送
※いずれも制作局
- 信越放送（SBCテレビ、長野県） - 『SBCスペシャル』で放送（自社制作分だけでなく他社制作分も放送）。
- 新潟放送（BSNテレビ、新潟県） - 自社制作分は『BSN水曜見ナイト』で放送。
- チューリップテレビ（富山県）
- 北陸放送（MROテレビ、石川県）
  - 自社制作分は『絶好調W』を休止して放送（2017年度から[13]）。なお、系列局のない福井県でも取材することもある。
- テレビ山梨 （UTY、山梨県）※まれに放送をしない月もある。

### 不定期放送
- 旅チャンネル
- 静岡放送（SBSテレビ、静岡県）
  - 当初は『静岡発そこ知り』枠内での放送だった（ここまでは制作を担当する回もあった）が、2012年4月以降は日曜深夜に一部放送回を単発放送する形へ移行。
- 中国放送（RCCテレビ、広島県） - 2013年3月24日（日曜）深夜（日付の上では25日）25:20 - 26:20に、MRO主管制作「冬の日本海うまいもんツアー 食の遺産は能登にあり」（MROでは1月14日放送）を単発で放送。

## 放送時間について
- 基本的に各局のローカルセールス枠の自社制作番組を毎月1回休止したり、その枠内のひとつとして放送されている。基本的に制作担当局ではプライムタイムで放送されるが、それ以外の場合は土曜日あるいは日曜日の日中に放送されることがある。
- また、テレビ山梨は2009年春の大型改編に伴いTBS発の『水曜ノンフィクション 関口宏モトをたどれば』を放送していたが、同番組の打ち切りに伴いゴールデンタイムでの自社制作番組の放送を再開した。